# Міжводненська сільська рада
Міжво́дненська сільська́ ра́да — адміністративно-територіальна одиниця та орган місцевого самоврядування в Чорноморському районі Автономної Республіки Крим. Адміністративний центр — село Міжводне.

## Загальні відомості
- Населення ради: 2 888 осіб (станом на 2001 рік)

## Населені пункти
Сільській раді підпорядковані населені пункти:
- с. Міжводне
- с. Водопійне
- с. Зайцеве
- с. Новоульяновка
- с. Сніжне

## Склад ради
Рада складається з 26 депутатів та голови.
- Голова ради: Володько Сергій Анатолійович
- Секретар ради: Смирнова Ліана Олександрівна

### Керівний склад попередніх скликань
| Прізвище, ім'я, по батькові  | Основні відомості                                                         | Дата обрання | Дата звільнення |
| ---------------------------- | ------------------------------------------------------------------------- | ------------ | --------------- |
| Радченко Микола Григорович   | Сільський голова, 1948 року народження, безпартійний                      | 26.03.2006   | 11.06.2008      |
| Володько Сергій Анатолійович | Сільський голова, 1974 року народження, освіта вища, член Партії регіонів | 31.10.2010   |                 |

Примітка: таблиця складена за даними сайту Верховної Ради України

### Депутати
За результатами місцевих виборів 2010 року депутатами ради стали:

#### За суб'єктами висування
| Суб'єкт висування | Кількість обраних депутатів | %    |
| ----------------- | --------------------------- | ---- |
| Партія регіонів   | 20                          | 76,9 |
| Самовисування     | 6                           | 23,1 |

#### За округами
| № округу        | Прізвище, ім'я, по батькові        | Дата визнання обраним | Освіта             | Партійна приналежність | Відомості про обраного депутата                                                |
| --------------- | ---------------------------------- | --------------------- | ------------------ | ---------------------- | ------------------------------------------------------------------------------ |
| Партія регіонів |                                    |                       |                    |                        |                                                                                |
| 2               | Плюшко Володимир Миколайович       | 05.11.2010            | середня            | член Партії регіонів   | пенсіонер                                                                      |
| 3               | Шабанов Рідван Аметович            | 05.11.2010            | вища               | член Партії регіонів   | Міжводненська амбулаторія загальної практики сімейної медицини, лікар-терапевт |
| 4               | Ширихалов Анатолій Владиславович   | 05.11.2010            | середня спеціальна | член Партії регіонів   | приватний підприємець                                                          |
| 5               | Гебешт Наталія Віталіївна          | 05.11.2010            | вища               | член Партії регіонів   | приватний підприємець                                                          |
| 6               | Смирнова Ліана Олександрівна       | 05.11.2010            | середня спеціальна | член Партії регіонів   | Міжводненська сільська рада, секретар                                          |
| 7               | Приходько Андрій Іванович          | 05.11.2010            | середня            | член Партії регіонів   | ТОВ"Білоцерківський міськбуд", комерційний директор                            |
| 8               | Балтгалов Віктор Анатолійович      | 05.11.2010            | вища               | член Партії регіонів   | КП «Міжводне», головний механік                                                |
| 9               | Мовсесян Сергій Борисович          | 05.11.2010            | вища               | член Партії регіонів   | пенсіонер                                                                      |
| 11              | Мацькевич Максим Олександрович     | 05.11.2010            | вища               | член Партії регіонів   | приватний підприємець                                                          |
| 12              | Бодько Олена Володимирівна         | 05.11.2010            | середня            | член Партії регіонів   | Міжводненська сільська рада, агент ринкового сбору                             |
| 13              | Дудов Олекесандр Миколайович       | 05.11.2010            | середня            | член Партії регіонів   | тимчасово не працює                                                            |
| 14              | Греховодов Олександр Олександрович | 05.11.2010            | середня спеціальна | член Партії регіонів   | КП «Міжводне», головний інженер                                                |
| 15              | Володько Ольга Олександрівна       | 05.11.2010            | вища               | член Партії регіонів   | приватний підприємець                                                          |
| 20              | Алякіна Зєра Умєровна              | 05.11.2010            | середня            | член Партії регіонів   | тимчасово не працює                                                            |
| 21              | Каплан Дєніз Русланович            | 05.11.2010            | середня            | член Партії регіонів   | приватний підприємець                                                          |
| 22              | Наливайко Володимир Володимирович  | 05.11.2010            | вища               | член Партії регіонів   | ПП «Резвий», ювелір                                                            |
| 23              | Пшеничний Василь Миколайович       | 05.11.2010            | вища               | член Партії регіонів   | Водопійненська загальноосвітня школа, вчитель                                  |
| 24              | Турченко Анатолій Анатолійович     | 05.11.2010            | вища               | член Партії регіонів   | о/у ЛПМ порт м. Євпаторії, капітан міліції                                     |
| 25              | Потапов Сергій Анатолійович        | 05.11.2010            | середня            | член Партії регіонів   | тимчасово не працює                                                            |
| 26              | Ніязієв Лемар Іскандерович         | 05.11.2010            | вища               | член Партії регіонів   | Водопійненська загальноосвітня школа, вчитель                                  |
| Самовисування   |                                    |                       |                    |                        |                                                                                |
| 1               | Сітабдієв Наріман Небетуллаєвич    | 05.11.2010            | вища               | позапартійний          | приватний підприємець                                                          |
| 10              | Конограй Володимир Іванович        | 05.11.2010            | середня спеціальна | позапартійний          | ПМП «Едельвейс», ветеринарний лікар                                            |
| 16              | Овчаров Ігор Михайлович            | 05.11.2010            | вища               | позапартійний          | пенсіонер                                                                      |
| 17              | Аблязов Амет Мамбєтович            | 05.11.2010            | середня            | позапартійний          | приватний підприємець                                                          |
| 18              | Смаілов Фікрет Серверович          | 05.11.2010            | вища               | позапартійний          | приватний підприємець                                                          |
| 19              | Сітабдієв Сулейман Небетулла-Огли  | 05.11.2010            | вища               | позапартійний          | приватний підприємець                                                          |